# Stichaster striatus
Stichaster striatus är en sjöstjärneart som beskrevs av Müller och Franz Hermann Troschel 1840. Stichaster striatus ingår i släktet Stichaster och familjen Stichasteridae. Inga underarter finns listade i Catalogue of Life.